# Atwood (Illinois)
Atwood é uma vila localizada no estado americano de Illinois, no Condado de Douglas e Condado de Piatt.

## Demografia
Segundo o censo americano de 2000, a sua população era de 1290 habitantes. 
Em 2006, foi estimada uma população de 1238, um decréscimo de 52 (-4.0%).

## Geografia
De acordo com o United States Census Bureau tem uma área de 
1,5 km², dos quais 1,5 km² cobertos por terra e 0,0 km² cobertos por água. Atwood localiza-se a aproximadamente 201 m acima do nível do mar.

## Localidades na vizinhança
O diagrama seguinte representa as localidades num raio de 20 km ao redor de Atwood. 